# 方斌
方斌，中国大陆商人。2019冠状病毒病疫情期間，他以Youtube及微信作為渠道發放武漢市中的影像，並在2020年2月1日至9日期間多次被拘捕。2020年4月1日，美国印第安纳州共和党议员Jim Banks向美国国务院提出请求调查中国三名记者失踪的事件，其中包括李泽华、陳秋實與方斌。方斌被抓捕滿三年時，美国国会－行政部门中国委员会（CECC）2023年2月9日發表聲明，呼籲「中共立刻釋放公民記者方斌，及所有因為報導中國COVID-19疫情而被拘留的人士」。方斌是被登錄在CECC的「政治犯數據庫」之中的異議人士，CECC指出，至今方斌的下落和當局拘留他的法律依據仍不明。
根據報道，方斌將於2023年4月30日刑滿出獄。方斌被武漢市江岸區法院秘密判刑三年多，期間家屬未收到任何法律文書和判決書，也不知罪名。

## 外部連結
- 方斌在2020年2月1日第一次被人從家中帶走的影片 （页面存档备份，存于）
- 方斌——中国大陆良心犯资料库 （页面存档备份，存于）
- 方斌的X（前Twitter）